# 乌尔斯河畔韦皮利耶尔
烏爾斯河畔韦皮利耶尔（法語：Verpillières-sur-Ource，法語發音：[vɛʁpiljɛʁ syʁ uʁs]）是法国奥布省的一个市镇，位于该省东南部，属于特鲁瓦区。

## 地理
乌尔斯河畔韦皮利耶尔（48°2'27"N, 4°34'10"E）面积17.93 平方千米，位于法国大東部大區奥布省，该省份为法国中北部省份，北起马恩省，西接塞纳-马恩省，西南至约讷省，东南至科多尔省，东临上马恩省。
与乌尔斯河畔韦皮利耶尔接壤的市镇（或旧市镇、城区）包括：坎凡、埃苏瓦、丰泰特、乌尔斯河畔格朗塞。

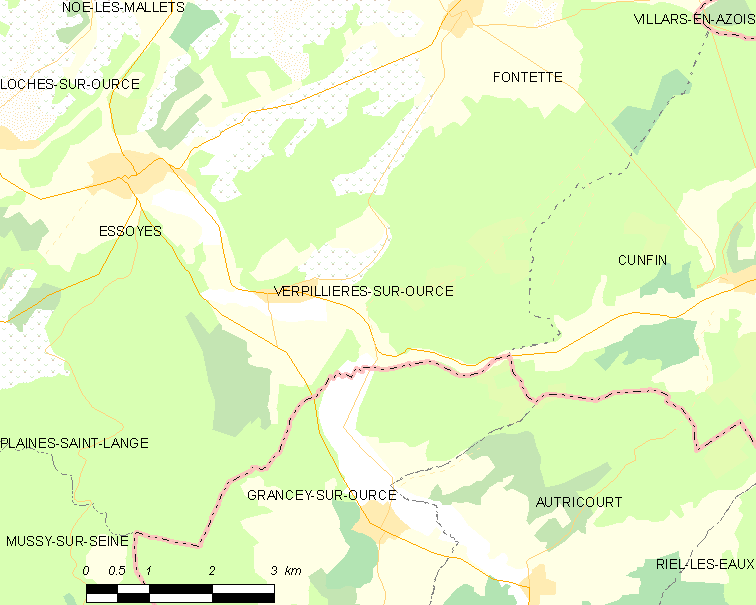
乌尔斯河畔韦皮利耶尔的OSM定位图

乌尔斯河畔韦皮利耶尔的时区为UTC+01:00、UTC+02:00（夏令时）。

## 行政
乌尔斯河畔韦皮利耶尔的邮政编码为10360，INSEE市镇编码为10404。

## 政治
乌尔斯河畔韦皮利耶尔所属的省级选区为塞纳河畔巴尔县。

## 人口

1962-2008年间乌尔斯河畔韦皮利耶尔人口变化图示

乌尔斯河畔韦皮利耶尔于2022年1月1日时的人口数量为109人。